# امیکرون اژدها
امیکرون اژدها یک ستاره است که در صورت فلکی  قرار دارد.